# Cephalotes kukulcan
Cephalotes kukulcan är en myrart som beskrevs av Roy R. Snelling 1999. Cephalotes kukulcan ingår i släktet Cephalotes och familjen myror. Inga underarter finns listade.